# Slunce, seno, erotika
Slunce, seno, erotika je třetí díl československé filmové komedie-trilogie z roku 1991 režiséra Zdeňka Trošky. Předchozí dvě komedie byly situovány do malé vesnice Hoštice, kde byly i natáčeny, tentokrát je děj situován i do Itálie.

## Děj
Lidé z Hoštic jedou do Itálie na výměnný pobyt, po příjezdu se snaží zvelebit vesnici, a to i za cenu založení nudistické pláže. Vše se ale nečekaně zvrtne, když italská delegace dorazí dříve, než bylo v plánu.

## Obsazení
| Jaroslava Kretschmerová | účetní JZD Eva Pilátová zvaná Evík               |
| Petra Pyšová            | servírka Miloslava Ratajová zvaná Miluna         |
| Oldřich Kaiser          | italský šéfmechanik Vincenzo Benedetti           |
| Martin Dejdar           | italský živočichář Bernardo                      |
| Helena Růžičková        | ošetřovatelka Mařenka Škopková                   |
| Stanislav Tříska        | Vladimír Škopek, Mařenčin muž                    |
| Veronika Kánská         | Blažena Konopníková, dcera Škopkových            |
| Broněk Černý            | instalatér Venca Konopník, Blaženin muž          |
| Valerie Kaplanová       | babička Škopkových, Mařenčina matka              |
| Martin Šotola           | Jirka, syn Škopkových                            |
| Marie Pilátová          | ošetřovatelka Vlasta Konopníková zvaná Konopnice |
| Václav Troška           | Konopník, Vlastin muž                            |
| Luděk Kopřiva           | farář Otík                                       |
| Vlastimila Vlková       | farářova hospodyně Cecilka                       |
| Marie Švecová           | drbna Mařenka Kelišová zvaná Keliška             |
| Jiří Růžička            | tlustý Josef                                     |
| Miroslav Zounar         | předseda JZD Josef Rádl                          |
| Jiřina Jelenská         | Rádlová, předsedova žena                         |
| Josef Stárek            | doktor MUDr. Kája Kroupa                         |
| Pavel Vondruška         | starosta Mošna                                   |
| Jiří Lábus              | živočichář Béďa                                  |
| Kateřina Lojdová        | Ing. Gábina, rozená Tejfarová, Béďova žena       |
| Jiřina Jirásková        | řídící Václavka Hubičková zvaná Vendy            |
| Jaroslava Hanušová      | profesorka Jaruška, sestra Hubičkové             |

Dále hrají: Vlastimil Dejdar (Presidente Zolli), Venuše Humheyová (Zolliova žena), Anna Pourová, Miluška Vondráčková, Julie Archmannová, Olga Schmidtová a Božena Štěpánková (místní drbny), Jana Šedová (italská matka Maria), Rudolf Kubík (italský ošetřovatel Antonio, Mariin syn), Pavel Kurýl (italský ošetřovatel Carlo, Mariin syn), Tomáš Vácha (italský ošetřovatel Giuseppe, Mariin syn), Vladimír T. Gottwald (architekt Svinutý), Hana Večeřová (teta Růža), Miloslava Ratajová (sousedka Vachoutová), Jaroslav Kubeš (soused Vachout), Karel Charvát (italský restauratér Giancarlo), Soňa Svobodová (pokojská v italském hotelu / italská číšnice), Rudi Hermann (prodavač v Mnichově), Zdeněk Kalaš, Filip Kronberger, Radim Novák a Patrik Fencl (italští číšníci), Jiří Janda (hospodský Jaroušek), Magdalena Pivoňková (pošťačka), Gabriela Galetková, Kamila Roubalová a I. Vondrášková (hostesky), Pavel Troška (soused u řeky), Z. Trošková (sousedka u řeky), Michal Kubeš (chlapec u řeky), Růžena Trošková (sousedka na schůzi), B. Borávek, Z. Patera, J. Pilát, P. Rataj a obyvatelé obce Hoštice u Volyně